# Freier Fall
Freier Fall är debutalbumet från den österrikiska sångerskan Christina Stürmer. Albumet gavs ut 16 juni 2003 och innehåller tolv låtar. Den tredje låten på skivan, "Anzug", framförs tillsammans med sångaren Boris. Den 28 februari 2007 certifierades albumet fyra gånger platina för att ha sålt fler än 80 000 exemplar. Det sålde fler än 60 000 exemplar under de första sex månaderna.
Albumet debuterade den 29 juni 2003 på den österrikiska albumlistan där det direkt placerade sig på första plats. Det låg kvar som etta i sex veckor i rad. Efter elva veckor hade albumet fortfarande inte lämnat topp-3. Det tog 38 veckor för albumet att nå en placering lägre än tjugonde plats. I januari 2004 återvände dessutom albumet till första plats och låg två raka veckor i topp. Albumet låg kvar på topp-75-listan i totalt 77 veckor med den sista placeringen den 5 juni 2005, nästan två år efter att albumet släppts.

## Singlar
Stürmers debutsingel "Ich lebe" som släpptes redan den 24 mars 2003 var den första singeln från albumet. Låten toppade den österrikiska singellistan, nådde tredje plats på den tyska och tjugoförsta på den schweiziska.  Den andra singeln från albumet var "Geh nicht wenn du kommst" som släpptes den 11 augusti 2003. Låten nådde femte plats i Österrike. Den tredje och sista singeln från albumet var "Mama (Ana Ahabak)" som släpptes den 17 november samma år. Precis som debutsingeln toppade även denna singellistan i Österrike och blev även denna en hit i både Tyskland och Schweiz där den nådde elfte respektive trettiotredje plats.

## Låtlista
| Nr  | Titel                    | Längd |
| --- | ------------------------ | ----- |
| 1.  | Geh nicht wenn du kommst | 4:04  |
| 2.  | S/W                      | 3:42  |
| 3.  | Anzug                    | 3:31  |
| 4.  | Mama (Ana Ahabak)        | 3:55  |
| 5.  | Rebellen der Sonne       | 3:20  |
| 6.  | Astronaut                | 3:02  |
| 7.  | Spieglein                | 3:12  |
| 8.  | Engel fliegen einsam     | 3:16  |
| 9.  | Mehr Waffen              | 3:48  |
| 10. | Hier bin ich             | 3:16  |
| 11. | Wo ist deine Liebe?      | 3:14  |
| 12. | Ich lebe                 | 3:26  |

## Medverkande
- Christina Stürmer — Sång
- Gwenael Damman — Bas
- Hartmut Kamm — Keyboard, Gitarr
- Klaus Pérez-Salado — Trummor
- Oliver Varga — Gitarr

## Listplaceringar
| Lista (2003-2005) | Topplacering |
| ----------------- | ------------ |
| Österrike         | 1            |